# 이해인 (수녀)
이해인(한국 한자: 李海仁, 본명: 이명숙, 1945년 6월 7일~)은 천주교 수녀이자 시인이다.
강원도 양구에서 이대영, 김순옥의 1남3녀 중 셋째로 출생하였다. 태어난지 3일만에 가톨릭 세례를 받았다. 1950년 6.25 전쟁이 발발하면서, 아버지가 납북되었다.
1964년에 올리베따노 성 베네딕도 수녀회에 입회하였다. 세례명은 벨라뎃다(벨라데따), 수도자 이름은 클라우디아이다. 입회한 이후부터 '해인'이라는 필명으로 천주교 발간 잡지《소년》에 작품을 투고하기 시작했다. 1968년에 첫 서원을 하였고, 1976년에 종신서원을 하였다. 한국 천주교 중앙협의회에서 경리과 보조 일을 하였다.
1976년에 첫 시집인《민들레의 영토》를 발간하였다.
1992년에 수녀회 총비서직을 맡게 되었다. 비서직이 끝난 1997년에 '해인글방'을 열어두고 문서 선교를 하기 시작했다. 1998년부터 2002년까지 부산 가톨릭대학교의 교수로 지산교정에서 '생활 속의 시와 영성' 강의를 하였다.
그녀의 작품 중 하나인 《말의 빛》은 초등학교 5학년 2학기 언어 영역 읽기 교과서에 실려 있다.

## 학력[6]
- 서울창경초등학교 (졸업)
- 풍문여자중학교 (졸업)
- 성의여자고등학교 (졸업)
- 세인트루이스 대학교 영문학과 (졸업)
- 서강대학교 대학원 종교학과 (졸업)

## 활동[7]

### 시집
1. 민들레의 영토(1976, 가톨릭출판사)
2. 내 혼에 불을 놓아(1979, 분도출판사)
3. 오늘은 내가 반달로 떠도(1983, 분도출판사)
4. 시간의 얼굴(1989, 분도출판사)
5. 엄마와 분꽃(1992, 분도출판사)
6. 외딴 마을의 빈집이 되고 싶다(1999, 열림원)
7. 다른 옷은 입을 수가 없네(1999, 열림원)
8. 작은 위로(2002, 열림원)
9. 작은 기쁨 (2007, 열림원)
10. 엄마(2008, 샘터)
11. 희망은 깨어있네(2010, 마음산책)
12. 작은기도(2011, 열림원)
13. 이해인 시전집1.2(2013, 문학사상)
14. 필 때도 질 때도 동백꽃처럼(2014, 마음산책)
15. 꽃잎 한 장처럼(2022, 샘터)
16. 인생의 열 가지 생각(2023, 마음산책)

### 산문집
1. 두레박(1986, 분도출판사)
2. 꽃삽(1994, 샘터)
3. 사랑할 땐 별이 되고(1997, 샘터)
4. 향기로 말을 거는 꽃처럼(2002, 샘터)
5. 기쁨이 열리는 창(2004, 마음산책)
6. 풀꽃 단상(2006, 분도출판사)
7. 사랑은 외로운 투쟁(2006, 마음산책)
8. 꽃이 지고 나면 잎이 보이듯이(2011, 샘터)
9. 고운 마음 꽃이 되고 고운 말은 빛이 되고(2018, 샘터)
10. 기다리는 행복(2018, 샘터)

### 선집
1. 사계절의 기도(1993, 분도출판사)(2001, 개정판)
2. 고운새는 어디 숨었을까(2000, 샘터)
3. 눈꽃 아가(2005, 열림원)
4. 꽃은 흩어지고 그리움은 모이고(2006, 분도출판사)
5. 나를 키우는 말(2013, 시인생각)

### 번역서
1. 모든 것은 기도에서 시작됩니다(1999, 황금가지)
2. 마더 데레사의 아름다운 선물(2001, 샘터)
3. 영혼의 정원(2003, 열림원)
4. 우리는 아무도 혼자가 아닙니다(2003, 황금가지)
5. 마지막 선물(2003, 보보스)
6. 마음속의 샘물(2004, 계림북스쿨)
7. 마법의 유리구슬(2005, 분도출판사)
8. 우리가족-최고의 식탁(2008, 샘터)
9. 교황님의 트위터(2014, 분도출판사)

## 수상
- 1981년 제9회 새싹문학상
- 1985년 제2회 여성동아 대상
- 1998년 부산여성 문학상
- 2006년 천상병 문학상

## 같이 보기
- 한국 문학